# Yeni Həyat (Qusar)
Yeni Həyat è un comune dell'Azerbaigian situato nel distretto di Qusar.